# 崇瓦张三嵕庙
崇瓦张三嵕庙，位于山西省长治市长子县慈林镇崇瓦张村，是一处山西省文物保护单位。
2021年8月4日，崇瓦张三嵕庙公布为第六批山西省文物保护单位，年代为元、清，古建筑类，编号6-158。